# Hochschulsport

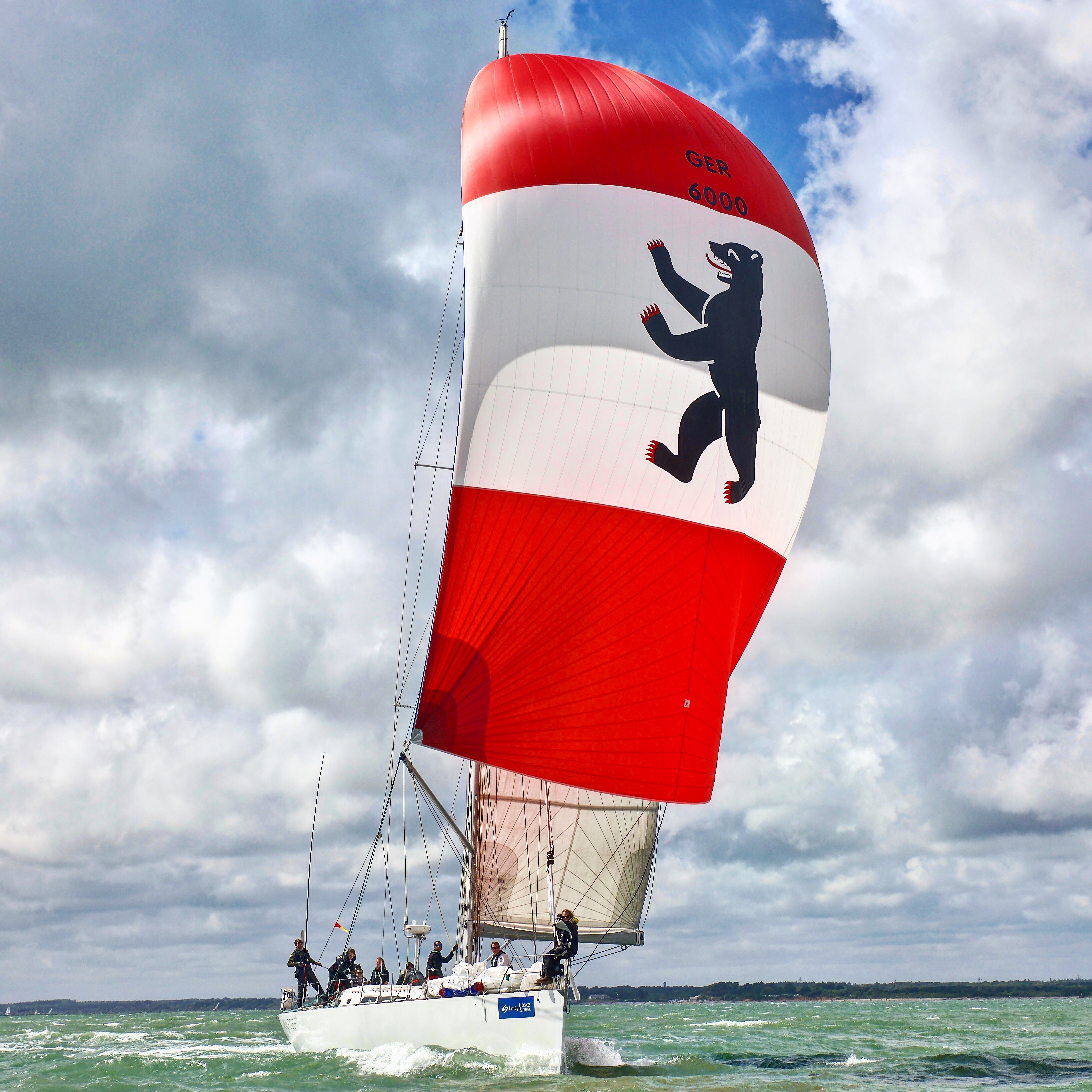
Die Walross IV des
Akademischen Segler-Vereins aus Berlin

Hochschulsport (auch: Unisport) bezeichnet sportliche Aktivitäten, die von Hochschulen für ihre Studentenschaft und Mitarbeiter angeboten und normalerweise im universitätseigenen Sportzentrum organisiert werden. Ziel ist die Gesunderhaltung und Freizeitgestaltung der Hochschulmitglieder und ist damit überwiegend im Bereich des Breitensports angesiedelt. An einigen Hochschulen in Deutschland ist das Hochschulsportangebot auch der breiten Bevölkerung zugänglich. Parallel finden mit den Hochschulmeisterschaften (beispielsweise des ADH) regelmäßig Wettkämpfe statt, die auch den Bereich Leistungssport abdecken. International wird der Hochschulsport von der FISU organisiert, die regelmäßig die Universiade ausrichtet.
In Universitäts-Rankings ist der Hochschulsport oftmals ein Kriterium zur Bewertung der Infrastruktur.
Der Hochschulsport ist abzugrenzen von der Sportwissenschaft, die sich der akademischen Forschung und Lehre im Sportbereich widmet.

## Versicherung
Im Rahmen sportlicher Betätigung an Hochschulen ist die Teilnahme am allgemeinen Hochschulsport als Betriebssport geschützt, denn eine solche Betätigung ist von der Sozialversicherung gedeckt, wenn sie dem Ausgleich zur Arbeit dient und nicht nur im persönlichen Interesse steht. Beim Hochschulsport sind davon aber nur Veranstaltungen erfasst, die im Vorlesungsverzeichnis aufgelistet sind. Jüngst hat das Sozialgericht Detmold (Az.: S 14 U 152/08) jedoch entschieden, dass ein jährlich veranstaltetes Fußball-Traditionsturnier, welches an einer Fachhochschule durchgeführt und organisiert wird, keine Veranstaltung im Rahmen des allgemeinen Hochschulsports darstellt. Vereinzelte Wettkämpfe gegen Teams anderer Betriebssportgemeinschaften dienen nach Ansicht des Gerichts im Wesentlichen den eigenen Interessen der Teilnehmer. Wenn sich einer der Teilnehmer verletze, könne die Unfallkasse daher für Leistungen – etwa die Gewährung von Verletztengeld – nicht in Anspruch genommen werden.

## Deutschland
Die Deutsche Sporthochschule Köln ist die einzige deutsche Sportuniversität. 
Mit über 125.000 Studierenden und über 17.000 aktiven Teilnehmern pro Semester ist der Zentrale Hochschulsport München die größte Hochschulsporteinrichtung in Deutschland. Bis zum 1. Januar 1991 bestand auch noch die Deutsche Hochschule für Körperkultur. Von 1920 bis 1935 gab es die Deutsche Hochschule für Leibesübungen.

## Vereinigte Staaten
Im Sport der Vereinigten Staaten spielt Hochschulsport eine bedeutende Rolle für die Nachwuchsgewinnung im Spitzensport. Er geht dort historisch auf studentisches Engagement zurück, um sich sportlich mit anderen Schulen zu messen. Beinahe jede Hochschule verfügt über eigene Sporteinrichtungen und -teams. Die meisten von ihnen sind in der National Collegiate Athletic Association (NCAA), der National Association of Intercollegiate Athletics (NAIA) oder der National Junior Collegiate Athletic Association (NJCAA) zusammengeschlossen und tragen regelmäßig Wettkämpfe gegeneinander aus. Darüber hinaus besitzen die Universitäten Stadien, die die Größe europäischer Fußballarenen teilweise übersteigen. Der Weg in den Profisport führt überwiegend über die sogenannten Varsity Teams des Hochschulsports. Daneben gibt es auch in nordamerikanischen Universitäten Breitensportligen und -teams, die als „Recreational“ (Erholung) bezeichnet werden und den Wettbewerb ähnlich wie in Deutschland zumeist innerhalb der Universitätsmauern hält (intramural).